# Huáscar
Titu Cusi Hualpa Inti Illapa Huáscar (?, o. 1500. – Cajamarca, 1532. ili 1533.), posljednji legitimni vladar (Sapa Inka) Carstva Inka; predaja ga spominje kao 12. vladar, vladao (1527. – 1532.). Njegov je otac podijelio Carstvo Inka na dva dijela kako bi osigurao nasljedstvo i vlast svom prvorođenom sinu i zakonitom nasljedniku Huáscar, ali i njegovom polubratu Atahualpi, što je bio uvod u prijestolonasljedni rat koji je doveo do propasti Carstva.

## Životopis
Bio je sin Huayna Cápaca i njegove druge žene i rođakinje Coya Rahua Ocllo te legitimni nasljednik trona, nakon što su njegov otac i stariji brat Ninan Cuyochi umrli 1527. godine, tijekom ratnog pohoda nedaleko Quita od posljedica zaraze boginjama. Unatoč podjeli Carstva koju je pred smrt izvršio Huayna Cápac, uskoro po stupanju na prijestolje izbio je sukob između Huáscara, koji je dobio na upravu veći dio države sa središtem u Cuzcu i njegova mlađeg polubrata Atahualpe koji je upravljao malim područjem sa sjedištem u Quitu i odbio priznati Huáscara za legitimnog vladara.
Uskoro je izbio građanski rat, čiji je uzrok pokušaj Atahualpe da ubije svog polubrata i preuzme prijestolje. Huáscar je na to odgovorio napadom na polubratovu prijestolnicu Tomebambu, međutim nije uspio zarobiti. Nedugo zatim, Atahualpa je uspio pobijediti u bitci kod Cotabambe i uhititi Huáscara, nakon čega je naredio da mu se pogubi potomstvo i privrženi članovi obitelji. U jeku građanskog rata, pojavili su se španjolski konkvistadori pod vodstvom Francisca Pizzara (o. 1478. – 1541.) koji su pokušali iskoristiti sukob između dvojice polubraće.
Dana 15. studenog 1532. godine, Španjolci su porazili Atahualpove čete kod Cajamarce i zarobili ga. Da bi se izbavio zatočeništva, Atahualpa u zamjenu nudi velike količine zlata. Huáscara su u međuvremenu, na zahtjev Atahaulpe, umorili njegovi, utopivši ga u rijeci Adamarca.

## Vanjske poveznice
- Huáscar Hrvatska enciklopedija
- Huascar Britannica (engl.)

| Prethodnik Ninan Cuyochi (1527.) | Kralj Inka carstva 1527. - 1532. | Nasljednik Atahualpa (1523.-1533.) |